# Aklamace
Aklamace (z lat. acclamatio, souhlasné, jásavé volání) je obecně hlasité vyvolávání souhlasu větší skupinou lidí, vzdávaní holdu někomu, hlasité uvítání nějaké významné osoby. Zvláště jde o způsob ustanovení do určité státní funkce nebo úřadu. Nejde přitom o klasickou volbu, přestože tak bývá často označována, protože nejde o individuální hlasování. Při aklamaci volící hlasitým a kolektivním voláním (dříve u vojáků také tlučením mečů o štíty) podporují určitého kandidáta, předsedající pak určí, která strana měla převahu a zvítězila.
Příkladem takové a jednoznačné aklamace bylo zvolení T. G. Masaryka prvním československým prezidentem 14. listopadu 1918.